# 950 Ahrensa
950 Ahrensa este un asteroid din centura principală, descoperit pe 1 aprilie 1921, de Karl Reinmuth.